# Clavija euerganea
Clavija euerganea là một loài thực vật có hoa trong họ Anh thảo. Loài này được J.F.Macbr. mô tả khoa học đầu tiên năm 1930.